# Vatan
|

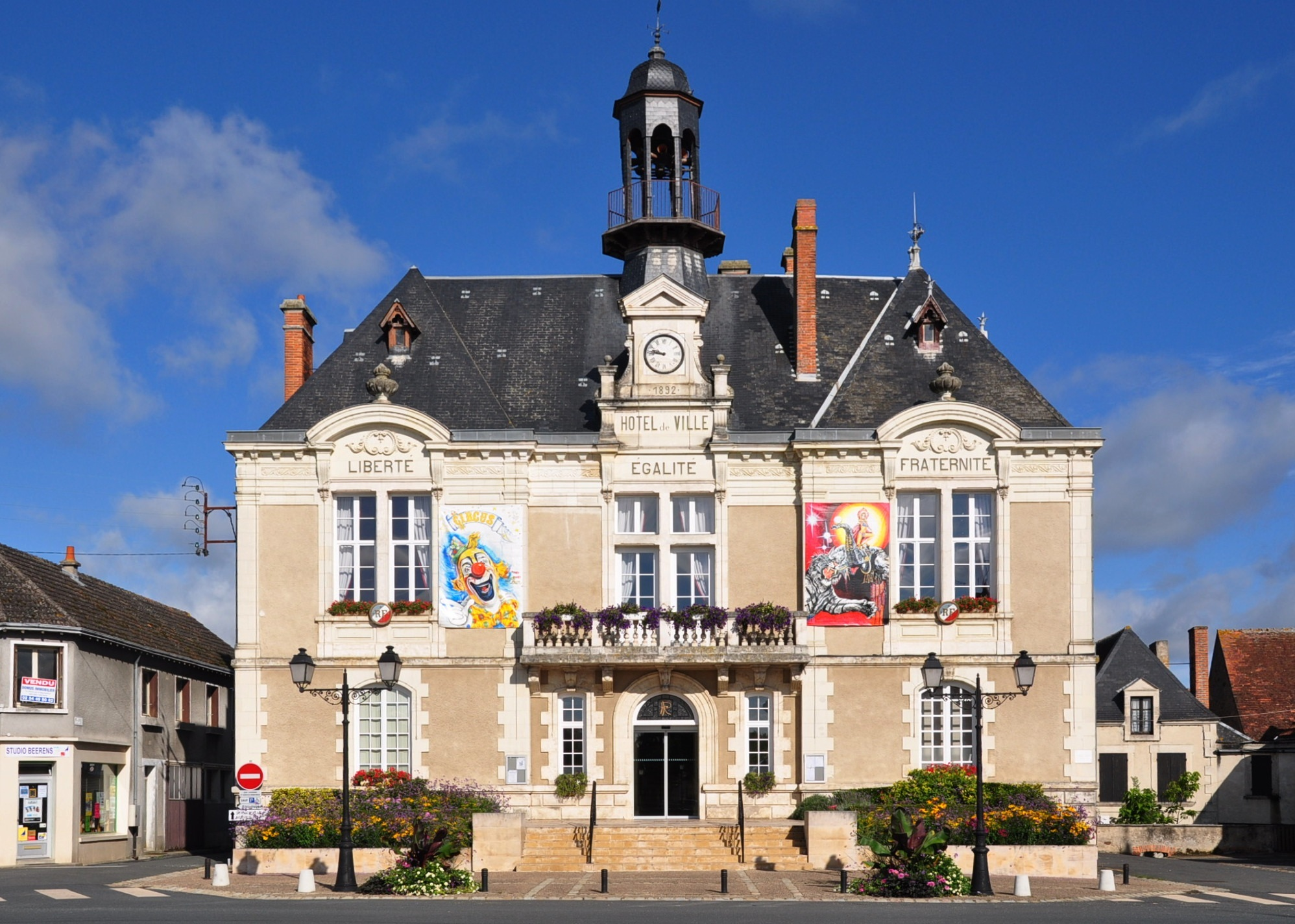
Ajuntament

Vatan és un municipi de la regió de Centre-Vall del Loira, departament de l'Indre.
|  |  |  |  |